# Alfred Kramer
Alfred Kramer (ur. 7 listopada 1898, zm. 29 maja 1946 w Landsberg am Lech) – zbrodniarz hitlerowski, SS-Oberscharführer, członek załogi obozów koncentracyjnych Buchenwald, Majdanek i Dachau.
Członek SS od 20 kwietnia 1933 roku. Służbę w obozach koncentracyjnych rozpoczął 1 września 1939 roku w Buchenwaldzie, gdzie pozostał do maja 1941. We wrześniu 1941 roku Kramer skierowany został do obozu Majdanek, a w maju 1944 do jego podobozu w Warszawie. Dopuścił się tam wielu zbrodni na żydowskich więźniach, zwłaszcza w czasie ewakuacji obozu na przełomie lipca i sierpnia 1944. Na początku sierpnia 1944 został przeniesiony do Dachau. Kierował tu jednym z podobozów Kaufering. Kramer był znany z sadyzmu wobec więźniów, nad którymi szczególnie znęcał się podczas apeli, doprowadzając ich czasem nawet do śmierci. Nadzorował również niektóre egzekucje.
Za swoje zbrodnie Kramer został osądzony przez amerykański Trybunał Wojskowy w procesie załogi Dachau. Skazano go na śmierć przez powieszenie, a wyrok wykonano w więzieniu Landsberg pod koniec maja 1946 roku.